# Mike Ross (politico)
Michael Avery Ross (Texarkana, 2 agosto 1961) è un politico e imprenditore statunitense.

## Biografia
Ross ha dichiarato il 25 luglio 2011 che non si sarebbe ricandidato alle elezioni della Camera dei Rappresentanti del 2012. Si è candidato alle elezioni come Governatore dell'Arkansas.
Nel 2008 Ross non ha avuto alcun avversario repubblicano e ha sconfitto il candidato del Partito Verde Joshua Drake, che ha battuto con un deciso 87% dei voti.
Nel 2009 ha votato contro il Matthew Shepard Act.
Nel 2010 ha vinto le elezioni ottenendo il 58% dei voti, contro il 40% della repubblicana Beth Anne Rankin e il 2% del verde Joshua Drake.
Nel 2014 si è candidato alla carica di governatore dell'Arkansas ma venne sconfitto dal repubblicano Asa Hutchinson.